# Сосна Чорна (пам'ятка природи)
Сосна́ Чо́рна — ботанічна пам'ятка природи місцевого значення в Україні. Розташована в межах Ужгородського району Закарпатської області, у північній частині села Оноківці (вул. Кар'єрна, урочище Лиса Гора). 
Площа 3,2 га. Статус надано згідно з рішенням облвиконкому від 18.11.1969 року № 414 і від 23.10.1984 року № 253. Перебуває у віданні Оноківської сільської ради. 
Статус надано з метою збереження насаджень сосни чорної (Pinus nigra), вік яких сягає 150 років.